# Thomas Thennatt
Thomas Thennatt SAC (ur. 26 listopada 1953 w Koodalloor, zm. 14 grudnia 2018 w Gwalijar) – indyjski duchowny katolicki, pallotyn, biskup Gwalioru w latach 2017–2018.

## Życiorys
W 1969 wstąpił do Stowarzyszenia Apostolstwa Katolickiego. 31 maja 1975 złożył w nim profesję wieczystą.
Święcenia kapłańskie otrzymał 21 października 1978. Pracował głównie w pallotyńskich parafiach, był także m.in. szefem kilku komisji stowarzyszenia oraz rektorem pallotyńskiego teologatu.
18 października 2016 papież Franciszek mianował go ordynariuszem diecezji Gwalior. Sakrę biskupią otrzymał 8 stycznia 2017 z rąk arcybiskupa Nagpur Abrahama Viruthakulangary. W tym samym dniu objął kanonicznie diecezję.
Zginął 14 grudnia 2018 w wypadku samochodowym.